# Bactrocera unitaeniola
Bactrocera unitaeniola är en tvåvingeart som beskrevs av Drew och Romig 2001. Bactrocera unitaeniola ingår i släktet Bactrocera och familjen borrflugor. Inga underarter finns listade.